# العلاقات الأمريكية الكويتية
هي العلاقات الثنائية بين الولايات المتحدة الأمريكية ودولة الكويت.
تاريخ العلاقات بين البلدين التي مرت منذ بداياتها الأولى في الخمسينات بمحطات عديدة ابرزها حرب تحرير الكويت من قوات النظام العراقي السابق في عام 1991 وامتزاج الدم الأمريكي بالدم الكويتي لهدف وقضية عادلة. وشهدت مسيرة العلاقات الكويتية - الأمريكية إلى جانب هذه المرحلة المهمة فيها العديد من المحطات اسست لعلاقات إستراتيجية بين واشنطن والكويت.

## تاريخ
بدأت العلاقة الدبلوماسية بين البلدين من خلال القنصلية الأمريكية التي أنشئت في الكويت عام 1951 ثم ما لبثت بعد استقلال الكويت عام 1961 ان تحولت إلى سفارة اعترافا من الولايات المتحدة بالكويت كدولة مستقلة تتمتع بجميع حقوق السيادة على أراضيها وهو الأمر الذي اكتسب أهميته السياسية آنذاك بسبب أزمة عبد الكريم قاسم وادعاءاته بتبعية الكويت إلى العراق.
واستمرت العلاقات الدبلوماسية بين الكويت والولايات المتحدة الأمريكية وأضيف اليها رصيد من العلاقات التجارية استمرت طوال ال 20 عاما الأولى من استقلال الكويت وحتى نشوب الحرب العراقية - الإيرانية عام 1980 عندما بدأت وتيرة حرب الخليج الأولى بالتصاعد ووصل تأثيرها إلى تهديد النفط عصب الحياة في الكويت بالتوقف عن التصدير إلى الخارج.
هنا بدأت مرحلة جديدة في تاريخ العلاقات أطلق عليها المراقبون المحطة الاستراتيجية عندما طلبت القيادة الكويتية عام 1986 من الولايات المتحدة رفع العلم الأمريكي على سفن النفط الكويتية كنوع من تأمين الحماية لها إضافة إلى استئجار الكويت ناقلات نفط أمريكية لاستخدامها في نقل نفطها إلى العالم. وشكلت هذه الخطوة قفزة في العلاقات الاستراتيجية بين الكويت وواشنطن ومهدت الطريق إلى مزيد من الارتباط بين الدولتين.

## حرب الخليج الثانية
اعتبر عام 1990 نقطة التحول في طريق العلاقات الكويتية الأمريكية بعد قيام رئيس النظام العراقي صدام حسين فجر الثاني من أغسطس باحتلال الكويت 
ومنذ هذه الفترة بدأت مرحلة جديدة ومحورية في العلاقات الكويتية الأمريكية يمكن ان يطلق عليها المحطة الدفاعية عندما انبرت القيادة الأمريكية برئاسة الرئيس الأمريكي الأسبق جورج بوش بقيادة التحالف الدولي ضد العراق لتحرير الكويت.